# Левкип (митология)
Вижте пояснителната страница за други значения на Левкип.
Левкип (на старогръцки: Λεύκιππος, Leukippos, = „с белите коне“) в гръцката митология е цар на Месения и баща на него наречените Левкипиди.
Той е син на Периер (син на Еол) и на Горгофона (дъщеря на Персей). Неговите братя са Афарей, Тиндарей и Икарий. Той управлява Месения заедно с брат си Афарей. Той е женен за Филодика, дъщеря на речния бог Инах и има с нея дъщерите Хилайра и Фойба, така наречените Левкипиди, които са отвлечени от Диоскурите, също и Арсиноя, която от Аполон е майка на Асклепий.
Според Павзаний Левкип основава град Левктрон в Лакония. Овидий го споменава между участниците в лова на калидонския глиган.